# Antoine Busnois
Antoine Busnois (ou Busnoys, en réalité Anthoine De Busne) est un compositeur de l'école bourguignonne et un poète flamand à la cour de l'état bourguignon, né vers 1433 à Béthune, mort avant le 6 novembre 1492 à Bruges.
Contemporain d’Ockeghem, il s’est principalement consacré à la chanson, puisque l’on a de lui plus de 70 chansons et seulement 9 motets, 4 magnificats, 2 messes basées sur le thème de « L'Homme armé », et des pièces isolées de messe. Parmi ses chansons, on compte 29 rondeaux, des bergerettes (dont le 3 voix domine).
Il rencontre Jean Molinet avec qui il va jouer avec des mots et des expressions à double sens. Il est la principale figure de la fin de l'école bourguignonne après la mort de Guillaume Dufay.

## Biographie
Bien que les détails sur le début de sa vie soient hypothétiques, il pourrait être originaire de la région de Béthune dans le Pas-de-Calais, peut-être du village de Busnes, auquel son nom semble se référer. Il a peut-être un lien de parenté avec une famille aristocratique ; en particulier Philippe de Busnes, chanoine de Notre-Dame à Lens, aurait pu être un de ses parents. Il reçoit assurément une excellente éducation musicale, probablement dans un chœur d'église, quelque part dans le nord ou le centre de la France. Une origine aristocratique peut expliquer sa précoce association avec la cour royale française : dès les années 1450, il est fait référence à lui et, en 1461, il devient aumônier à Tours. Indice qu'il n'ait pas été entièrement un homme de paix, il signe une pétition pour l'absolution à Tours, datant du 28 février 1461, dans laquelle il admet avoir pris part aux activités d'un groupe qui a frappé un prêtre, « jusqu'au sang », non une mais cinq fois. Il est assez téméraire pour célébrer en messe l'anathème, un acte qui lui apporte l'excommunication. Cependant le pape Pie II l'absout.
Il déménage de la cathédrale à l'église collégiale Saint-Martin de Tours, où il devient sous-diacre en 1465. Johannes Ockeghem est alors le trésorier de cette institution, et les deux compositeurs semblent s'être bien connus.
Plus tard, en 1465, Busnois voyage jusqu'à Poitiers, où non seulement il devient « maîtrise » (maître des jeunes choristes), mais où il réussit également à attirer de nombreux talentueux chanteurs de la région entière ; à cette époque, sa réputation de professeur de chant, d'érudit, et de compositeur s'élargit. Cependant, son départ est aussi soudain que son arrivée, en 1466. Il ne donna aucune raison, mais son ancienne maîtrise lui permet de retrouver son ancien métier. Busnois déménage ensuite en Bourgogne.
En 1467 Busnois, au service de la cour de Bourgogne, commence à composer pour elle, juste avant l'accession de Charles le Téméraire au rang de duc le 15 juin, puisqu'un de ses motets — In hydraulis — contient une référence indiquant qu'il est encore comte. Charles, en devenant duc de Bourgogne, est rapidement connu comme Charles le Téméraire, pour sa fierté et pour quelques ambitions militaires téméraires (qui, en effet, lui coûtent la vie dix ans plus tard). En dépit de son amour de la guerre, Charles adore cependant la musique, et il apprécie et récompense Busnois. Aussi, en 1467, il enrôle Busnois, ainsi que Hayne van Ghizeghem et Adrien Basin, comme chantres et valets de chambre.
En plus de ses fonctions de chanteur et de compositeur, Busnois accompagne le duc dans ses campagnes militaires, avec Hayne van Ghizeghem. Busnois est en effet au siège de Neuss en Allemagne en 1475, et survit miraculeusement à la désastreuse bataille de Nancy en 1477, au cours de laquelle Charles est tué et où s'achève l'expansion de la Bourgogne.
Busnois reste au service de la cour bourguignonne jusqu'en 1482, mais on ne connaît rien de ses employeurs entre cette date et 1492, année de sa mort. Quand il meurt, il travaille pour l'église Saint-Sauveur de Bruges. À cette époque, c'est un compositeur reconnu et sa musique est largement diffusée.

## Travaux et style
La réputation contemporaine d'Antoine Busnois est immense. Il est probablement le musicien le plus connu en Europe entre l'époque de Guillaume Dufay et de Johannes Ockeghem.
Busnois écrit de la musique sacrée et profane. De ses musiques sacrées, deux cantus firmi et huit motets subsistent, alors que beaucoup d'autres ont probablement disparu. Il mit plusieurs fois en musique l'antienne mariale Regina Cœli. Stylistiquement, sa musique peut être classée comme un mélange entre la simplicité et la texture homophonique de Dufay et de Binchois, et l'imitation pénétrante de Josquin et de Gombert. Il utilise pleinement ses capacités d'imitation mais, occasionnellement, il écrit des lignes mélodiques lisses et chantantes, et il a un fort attrait pour les sonorités triadiques, anticipant ainsi aux pratiques du XVIe siècle.
Selon Pietro Aron, Busnois serait le compositeur du fameux air L'homme armé, l'une des mélodies les plus largement jouées à la Renaissance, et davantage que n'importe quel autre cantus firmus de composition de messe. Qu'il soit ou non le compositeur de L'homme armé, il est de loin le plus influent. Les messes de Obrecht, par exemple, sont strictement parallèles à celles de Busnois, et même les messes de Dufay sont directement inspirées des siennes. Busnois a peut-être même composé une série de six messes, toutes basées sur la même mélodie, et retrouvées à Naples.
Busnois a également écrit des chansons profanes françaises, qui forment la base de sa réputation. La plupart sont des rondeaux, bien qu'il y ait également quelques bergerettes. Beaucoup de ses compositions sont devenues des chansons populaires. Il a probablement écrit ses propres textes pour chacune d'entre elles. Certaines de ses mélodies sont utilisées comme base pour des compositions de messes plus d'une génération après sa mort, par exemple Fortuna desperata, utilisée à la fois par Obrecht et par Josquin. Une inhabituelle chanson est Terrible dame, un dialogue antienne, unique dans la littérature poétique.
Bien que la majorité des musiques séculières de Busnois soient basées sur des textes en français, il y en a également au moins deux en italien et un en néerlandais. La plupart sont pour trois voix, et quelques-unes pour quatre.

## Œuvres

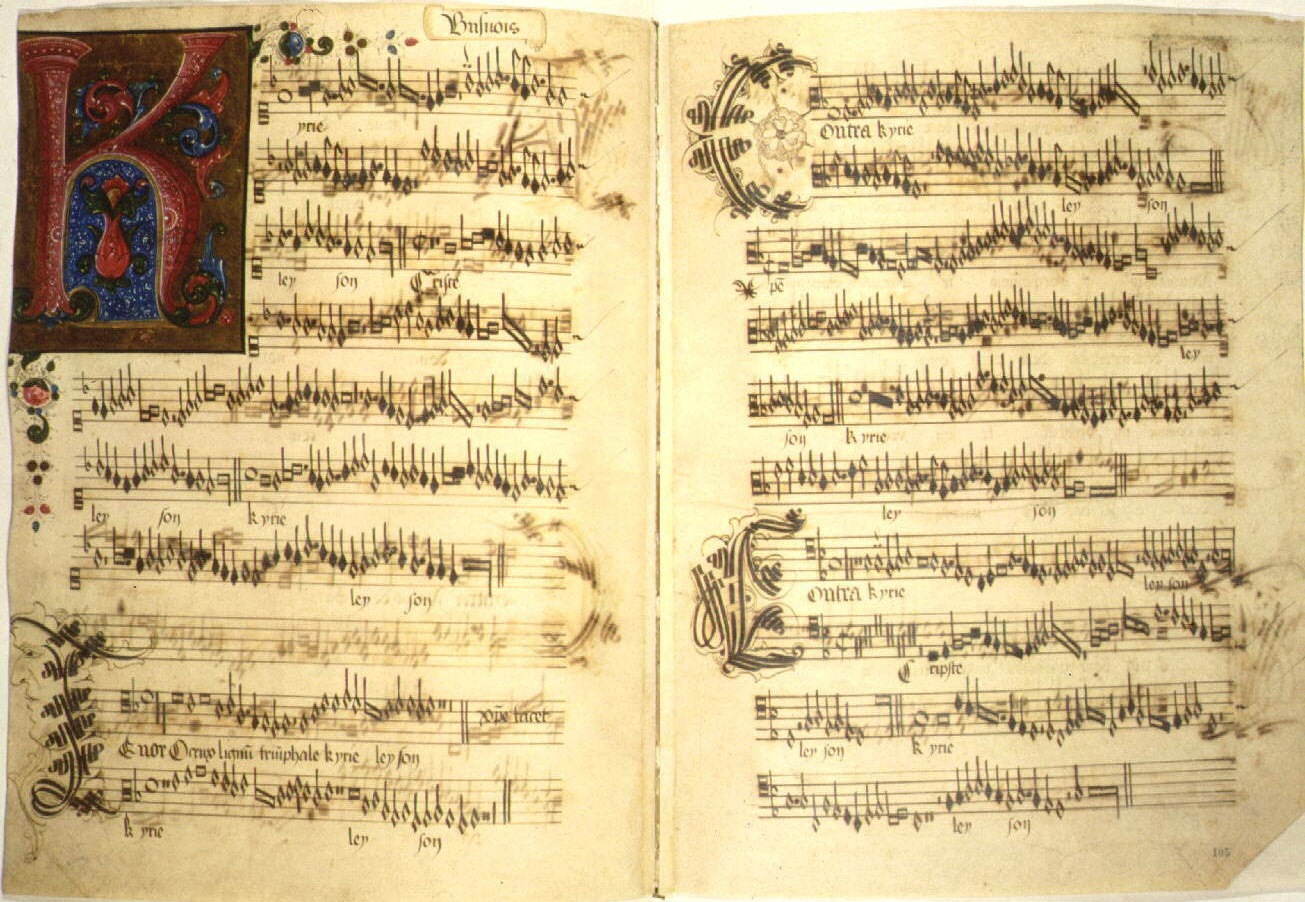
Manuscrit de la Missa O crux lignum (milieu du XVe siècle).

### Messes
1. Missa L'homme armé
2. Missa O crux lignum
3. Patrem Vilayge.

### Messes attribuées à Busnois
1. Missa L'Ardent desir
2. Missa L'homme armé (I)
3. Missa L'homme armé (II)
4. Missa L'homme armé (III)
5. Missa L'homme armé (IV)
6. Missa L'homme armé (V)
7. Missa L'homme armé (VI)

Pour ces six messes de Naples, l'attribution à Busnois est basée sur des ressemblances syntaxiques
1. Missa sine nomine
2. Missa Quant ce viendra.

### Motets et magnificats
1. Ad cœnam agni providi
2. Alleluia, verbum caro factum est
3. Anima mea liquefacta est
4. Anthoni usque limina
5. Asperges me (perdu)
6. Conditor alme siderum
7. Gaude cœlestis domina
8. In hydraulis
9. Lamentation sur la mort de Guillaume Dufay (probablement écrite en 1474, perdue)
10. Magnificat sexti toni
11. Noël, Noël
12. Regina cœli (I)
13. Regina cœli (II)
14. Victimæ paschali laudes.

### Magnificats et motets attribués à Busnois
1. Magnificat octavi toni
2. Magnificat secundi toni
3. Incomprehensibilia - Preter rerum ordinem.

### Musique profane
1. Acordes moy
2. Advegne que advenir pourra
3. Amours nous traicte - Je m'en vois
4. A qui vens tu tes coquilles
5. Au gré de mes ieulx
6. A une dame
7. Au povre par necessité
8. A vous, sans autre
9. Bel acueil
10. Bone chere
11. Ce n’est pas moy
12. C'est bien maleur
13. C'est vous en qui
14. Con tutta gentileça
15. Corps digne - Dieu quel mariage
16. Cy dit benedicite
17. En soustenant
18. En tous les lieux
19. En voyant sa dame
20. Esaint-il merci
21. Faictes de moy
22. Faulx mesdisans
23. Fortuna desperata
24. (O) Fortune, trop tu es dure
25. Ha que ville
26. In myne zynn
27. Ja que lui ne
28. J'ay mayns de bien
29. J'ay pris amours tout au rebours
30. Je m'esbaïs de vous
31. Je ne demande aultre degré
32. Je ne demande lialté
33. Je ne puis vivre ainsi
34. Joye me fuit
35. Laissez dangier
36. L'autrier la pieça - En l'ombre du buissonet - Trop suis jonette
37. L'autrier que passa
38. Le corps s'en va
39. Le monde a tel
40. Ma damoiselle
41. Maintes femmes
42. Ma plus qu'assez
43. Ma tres souveraine princesse
44. M'a vostre cueur
45. Mon mignault - Gracieuse, playsant
46. Mon seul et sangle souvenir
47. On a grant mal - On est bien malade
48. Pour entretenir mes amours
49. Pucellotte
50. Quant j'ay au cueur
51. Quant vous me ferez
52. Quelque povre homme
53. Resjois toy terre de France - Rex pacificus
54. Seule a par moy
55. Soudainement mon cueur
56. Terrible dame
57. Une filleresse - S'il y a compagnion - Vostre amour
58. Ung grand povtre homme
59. Ung plus que tous
60. Vostre beauté - Vous marchez
61. Vostre gracieuse acointance.

### Travaux dont l'attribution est incertaine
1. Amours, amours, amours
2. Amours fait moult - Il est de binne heure né - Tant que nostre argent dura
3. Cent mile escus
4. Et qui la dira
5. J'ay bien choisi
6. Il sera pour vous canbatu - L'homme armé
7. Je ne fay plus
8. Je suis venu
9. Le serviteur
10. Quant ce vendra
11. Sans avoir (S'amours vous fui ou Malagrota)
12. Se brief puis.

## Discographie
- Busnois, Missa "O crux lignum", Motets, Chansons, Orlando Consort (2004, Harmonia Mundi HMA 195 7333)
- Busnois, L'Homme armé (Missa "L'Homme armé" et Magnificat octavi toni), Cantica Symphonia, dirigé par Giuseppe Maletto (2008, Glossa GCD P31906)